# Житомирська районна рада
Жито́мирська райо́нна ра́да — орган місцевого самоврядування Житомирського району Житомирської області. Розміщується в обласному центрі, місті обласного значення Житомир.

## Склад ради

### VIII скликання
Загальний склад ради: 54 депутати.
25 жовтня 2020 року, на чергових місцевих виборах, було обрано 54 депутати ради, з них (за суб'єктами висування): «Слуга народу» та «Європейська Солідарність» — по 9, «Пропозиція» та «Опозиційна платформа — За життя» — по 6, «За майбутнє», «Наш край», Всеукраїнське об'єднання «Батьківщина» та «Сила і честь» — по 5, Радикальна партія Олега Ляшка — 4.
Депутати ради утворили дев'ять фракцій, відповідно до політичних партій, котрі представляють.
1 грудня 2020 року, на першій сесії, головою районної ради обрано позапартійного висуванця політичної партії «Пропозиція» Олександра Блощинського, голову Богунської районної в м. Житомирі ради.

### VII скликання
Загальний склад ради: 36 депутатів.
Виборчий бар'єр на чергових місцевих виборах 2015 року подолали місцеві організації восьми політичних партій: «Європейська солідарність» — 7 депутатських мандатів; Всеукраїнське об'єднання «Батьківщина» та Всеукраїнське об'єднання «Свобода» — по 6, Всеукраїнська Чорнобильська Народна Партія «За добробут та соціальний захист народу», Аграрна партія України та Радикальна партія Олега Ляшка — по 4 депутати, «Опозиційний блок» — 3 та УКРОП — 2 місця.
Депутати районної ради утворили вісім депутатських фракцій, відповідно до політичних партій, котрі представляють; один депутат, станом на травень 2020 року, був позафракційним. 14 березня 2016 року створено міжфракційне об'єднання жінок-депутаток «Рівні можливості».
За інформацією офіційної сторінки ради, утворено п'ять постійних комісій ради:
- з питань бюджету та комунальної власності;
- з питань розвитку агропромислового комплексу, земельних відносин та екології;
- з питань промисловості, будівництва, транспорту, зв'язку та житлово-комунального господарства;
- з гуманітарних питань, охорони здоров'я та соціального захисту населення;
- з питань законності, правопорядку і прав людини, депутатської етики, забезпечення діяльності депутатів та місцевого самоврядування.

25 листопада 2015 року, на першій сесії районної ради VII скликання, головою ради було обрано представника ВО «Свобода» Крутія Сергія Григоровича. 14 березня 2018 року заступником голови ради обрали Стаха Василя Миколайовича, представника партії ВЧНП «За добробут та соціальний захист народу».

## Колишні голови ради
- Саківський Михайло Іванович — 1990—1991 роки
- Вергун Микола Григорович — 1991—1992, 1994—1998 роки
- Ксендзук Дмитро Прокопович — 1992—1994, 1998—2006 роки
- Крутій Сергій Григорович — 2006—2010, 2015—2020 роки
- Степаненко Микола Андрійович — 2010—2014 роки
- Парфентієва Тетяна Миколаївна — 2014—2015 роки